# Hohenzollern-Radweg
Der Hohenzollern-Radweg ist ein 272 Kilometer langer Radfernweg, der vom Weinstädter Stadtteil Endersbach im Rems-Murr-Kreis über den Naturpark Schönbuch, das Albvorland und den Südwesten der Schwäbischen Alb bis nach Konstanz am Bodensee führt.
Während seines Verlaufes überwindet der Hohenzollern-Radweg 2125 Höhenmeter bergauf und 1969 Höhenmeter bergab.
2022 wurde die Streckenführung geändert. Die vorherige Strecke startete in Esslingen und führte ab Hechingen über Balingen, Schömberg, Tuttlingen nach Ludwigshafen am Bodensee. Diese Strecke war 188 km lang.

## Sehenswürdigkeiten
Bekannte Sehenswürdigkeiten entlang des Weges, die in Verbindung mit der hohenzollernschen Geschichte stehen, sind das Kloster Bebenhausen, hier tagte 1947 der erste Landtag des Landes Württemberg-Hohenzollern, die Burg Hohenzollern, Stammburg des Fürstengeschlechts, das Schloss Sigmaringen und der fürstliche Park Inzigkofen.